# Sopîn, Pohrebîșce
Sopîn (în ucraineană Сопин) este un sat în comuna Monciîn din raionul Pohrebîșce, regiunea Vinnița, Ucraina.

## Demografie
Componența lingvistică a localității Sopîn
     Ucraineană (99,56%)
     Alte limbi (0,44%)
Conform recensământului din 2001, majoritatea populației localității Sopîn era vorbitoare de ucraineană (99,56%), existând în minoritate și vorbitori de alte limbi.